# Grimmior
Grimmior (Grimmia) är ett släkte av bladmossor. Grimmior ingår i familjen Grimmiaceae.

## Bildgalleri

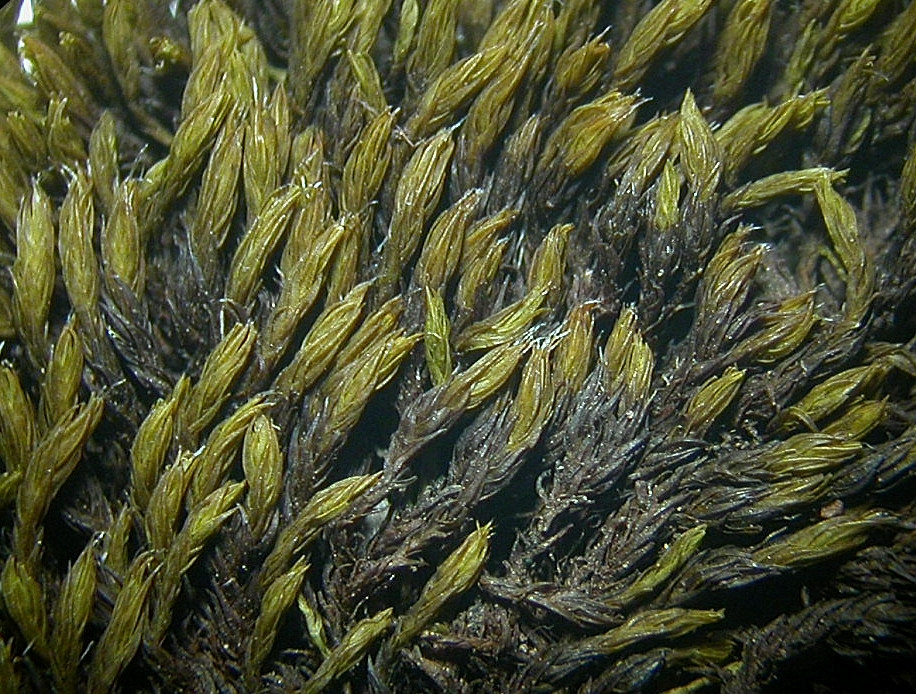
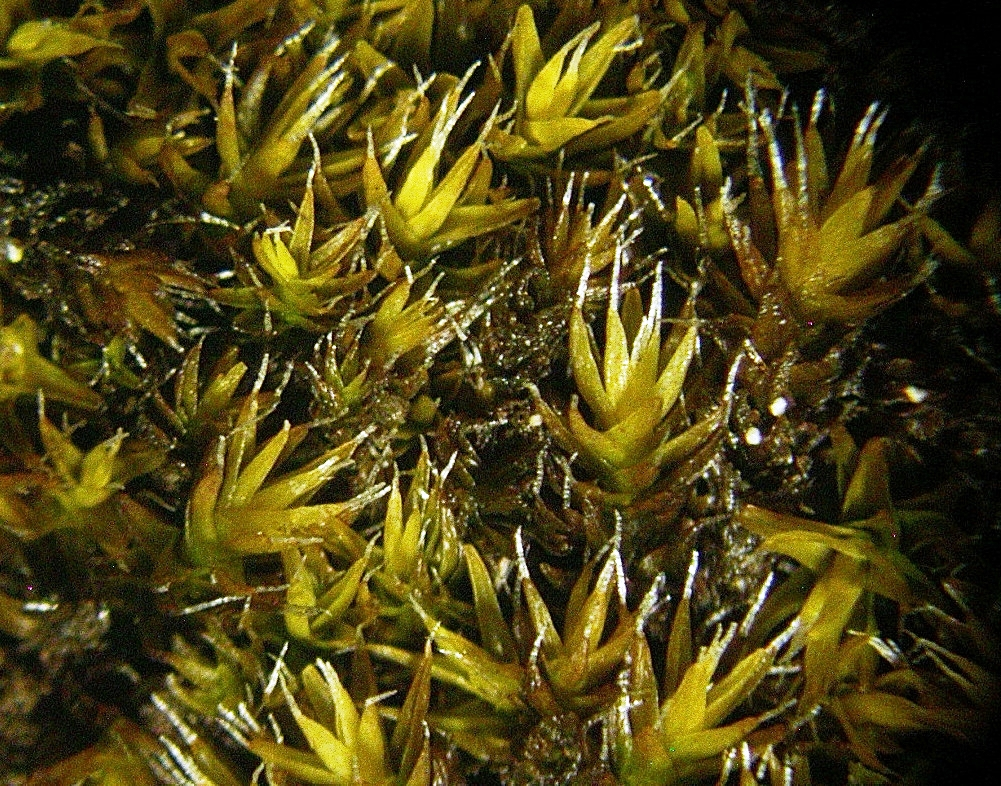
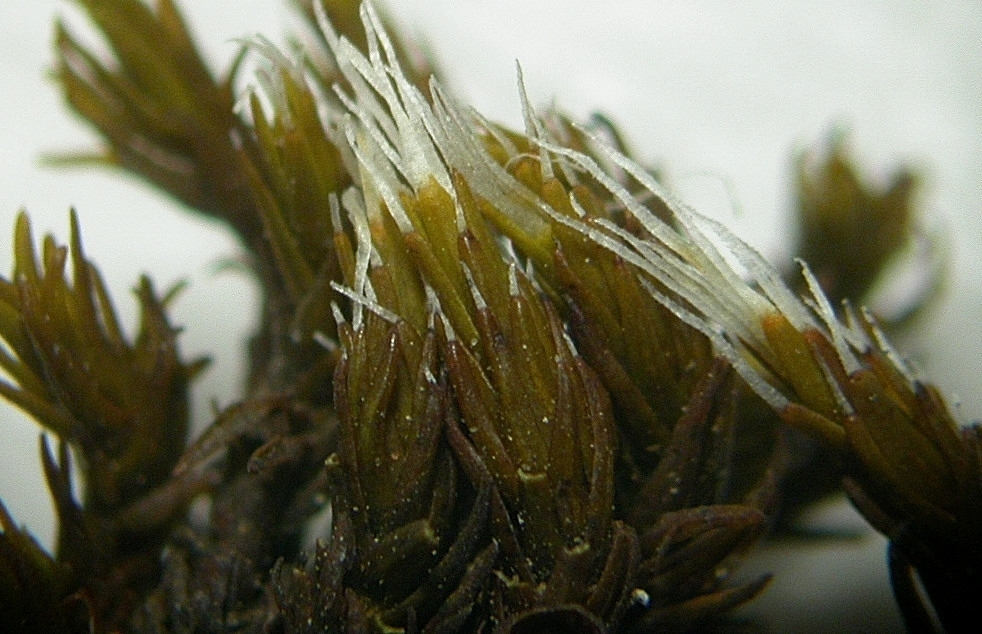

## Dottertaxa till Grimmior, i alfabetisk ordning[1][2]
- Grimmia abyssinica
- Grimmia afroincurva
- Grimmia agassizii
- Grimmia ahmadiana
- Grimmia alpestris
- Grimmia alpicola
- Grimmia americana
- Grimmia angusta
- Grimmia anodon
- Grimmia anomala
- Grimmia apocarpa
- Grimmia arctica
- Grimmia arcuatifolia
- Grimmia arenaria
- Grimmia argyrotricha
- Grimmia atrata
- Grimmia australis
- Grimmia austrofunalis
- Grimmia bicolor
- Grimmia brachydictyon
- Grimmia brownii
- Grimmia caespiticia
- Grimmia camonia
- Grimmia campylotricha
- Grimmia compactula
- Grimmia crinita
- Grimmia crinitoleucophaea
- Grimmia curviseta
- Grimmia cyathocarpa
- Grimmia decipiens
- Grimmia dissimulata
- Grimmia donniana
- Grimmia elatior
- Grimmia elongata
- Grimmia erythraea
- Grimmia exquisita
- Grimmia funalis
- Grimmia fuscolutea
- Grimmia gebhardii
- Grimmia glauca
- Grimmia gracilis
- Grimmia grisea
- Grimmia haleakalae
- Grimmia hamulosa
- Grimmia handelii
- Grimmia hartmanii
- Grimmia humilis
- Grimmia immergens
- Grimmia incrassicapsulis
- Grimmia incurva
- Grimmia indica
- Grimmia involucrata
- Grimmia kansuana
- Grimmia khasiana
- Grimmia kidderi
- Grimmia laevidens
- Grimmia laevigata
- Grimmia latifolia
- Grimmia lawiana
- Grimmia leibergii
- Grimmia limbatula
- Grimmia lisae
- Grimmia longicapusula
- Grimmia longicaulis
- Grimmia longirostris
- Grimmia macroperichaetialis
- Grimmia macrotheca
- Grimmia madagassa
- Grimmia mairei
- Grimmia mammosa
- Grimmia mariniana
- Grimmia maritima
- Grimmia meridionalis
- Grimmia mesopotamica
- Grimmia mexicana
- Grimmia mixta
- Grimmia molesta
- Grimmia mollis
- Grimmia montana
- Grimmia muehlenbeckii
- Grimmia navicularis
- Grimmia nepalensis
- Grimmia nevadensis
- Grimmia nivalis
- Grimmia novae-zeelandiae
- Grimmia obtusata
- Grimmia obtusolinealis
- Grimmia ochyriana
- Grimmia olneyi
- Grimmia orbicularis
- Grimmia ovalis
- Grimmia paramattensis
- Grimmia percarinata
- Grimmia pilifera
- Grimmia pilosissima
- Grimmia plagiopodia
- Grimmia pseudoanodon
- Grimmia pulla
- Grimmia pulvinata
- Grimmia pulvinatula
- Grimmia pygmaea
- Grimmia ramondii
- Grimmia reflexidens
- Grimmia rigidissima
- Grimmia saxatilis
- Grimmia serrana
- Grimmia somervellii
- Grimmia stenobasis
- Grimmia stenophylla
- Grimmia stolonifera
- Grimmia subcallosa
- Grimmia subleucophaea
- Grimmia subtergestina
- Grimmia teretinervis
- Grimmia tergestina
- Grimmia torngakiana
- Grimmia torquata
- Grimmia tortuosa
- Grimmia trichophylla
- Grimmia triformis
- Grimmia trinervis
- Grimmia ungeri
- Grimmia unicolor
- Grimmia verticillatula
- Grimmia wilsonii
- Grimmia vulcanica